# Мяндигинский наслег
Мяндигинский наслег — сельское поселение в Амгинском улусе Якутии Российской Федерации.
Административный центр — село Мяндиги.

## История
Мяндигинский наслег был образован 23 декабря 1987 года путём выделения из Соморсунского наслега.
Статус и границы сельского поселения установлены Законом Республики Саха (Якутия) от 30 ноября 2004 года N 173-З N 353-III «Об установлении границ и о наделении статусом городского и сельского поселений муниципальных образований Республики Саха (Якутия)»

## Население
| 2002 | 2010 | 2011 | 2012 | 2013 | 2014 | 2015 |
| ---- | ---- | ---- | ---- | ---- | ---- | ---- |
| 417  | ↗435 | ↘434 | ↘430 | ↘423 | ↘403 | ↘395 |
| 2016 | 2017 | 2018 | 2019 | 2020 | 2021 |      |
| ↘382 | ↗399 | ↘390 | ↗391 | ↗403 | ↗407 |      |

## Состав сельского поселения
| № | Населённый пункт | Тип населённого пункта       | Население |
| - | ---------------- | ---------------------------- | --------- |
| 1 | Мяндиги          | село, административный центр | ↗407      |